# تشوي سون هوي
تشوي سون هوي (مواليد 10 أغسطس 1964) هي سياسية كورية شمالية تشغل منصب وزيرة الخارجية، شغلت سابقاً منصب النائب الأول لوزير الخارجية.في 11 يونيو 2022، تم تعيينها كوزيرة للخارجية، لتصبح أول امرأة تشغل هذا المنصب وهي واحدة من قلة من النساء الكوريات الشماليات اللائي يشغلن مناصب رفيعة المستوى.